# Pandú

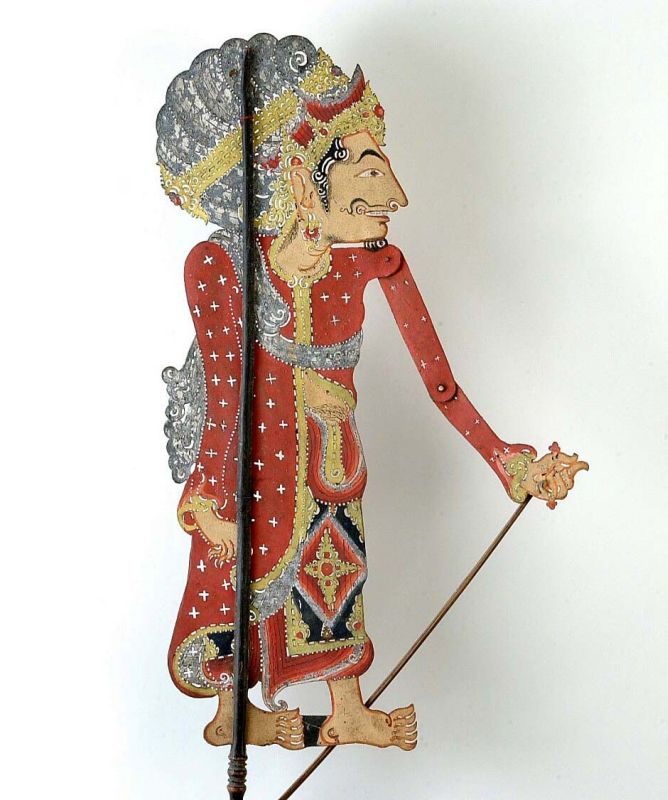
El príncipe Pandú, en forma de títere wayang (antes de 1933).

Según la mitología hinduista, Pandú es el rey de Jastinápur, hijo de la princesa Ambalika con el sabio Viasa.
En la India él es más popularmente conocido como el padrastro de los Pándavas.

## Nombre sánscrito
- pāṇḍu, en el sistema AITS (alfabeto internacional para la transliteración del sánscrito).[1]
- पाण्डु, en escritura devanagari del sánscrito.[1]
- Pronunciación:
  - /pandú/ en sánscrito[1] o bien
  - /pándu/ en varios idiomas modernos de la India (como el bengalí, el hindí, el maratí o el palí).
- Etimología: ‘pálido’[1]

## Nacimiento
El rey Vichitra Viriá, debido a su enfermedad, había muerto muy joven y sin descendencia. El único candidato, su hermano mayor Bhishmá, no podía ascender al trono debido a su 'terrible voto'; y no quedaba ningún descendiente de Shámtanu para continuar la línea dinástica.
Esto produjo una crisis de sucesión en Jastinápura, por lo que su madre Satiávati mandó llamar a su hijo primogénito, el sabio célibe Viasa, y le ordenó que engendrara un hijo con Ambiká, la primera esposa de Vichitra-Viriá. Cuando Ambika vio desnudo al horrible Viasa, cerró fuertmente los ojos durante toda la cópula. Viasa, ofendido, la maldijo para que su hijo naciera con los ojos cerrados (ciego). Como las escrituras hinduistas prohíben que las personas con alguna capacidad diferente puedan tener cargos de Gobierno, el primogénito no podría ejercer el reino de Jastinápur.
Satiávati le pidió a Viasa que ―debido a que este primogénito no podría reinar― tuviera sexo con la segunda esposa de Vichitra Viriá, Ambalika. Satiávati la instruyó para que mantuviera los ojos bien abiertos todo el tiempo, para evitar tener un hijo ciego como Dritarastra.
Ella mantuvo los ojos abiertos, pero se puso pálida de horror al ver al santo horrible. Por lo tanto, Pandú nació con una enfermedad cutánea (quizá vitiligo o alguna forma inofensiva de lepra) que lo hacía ver pálido.

## Reinado, maldición y vida

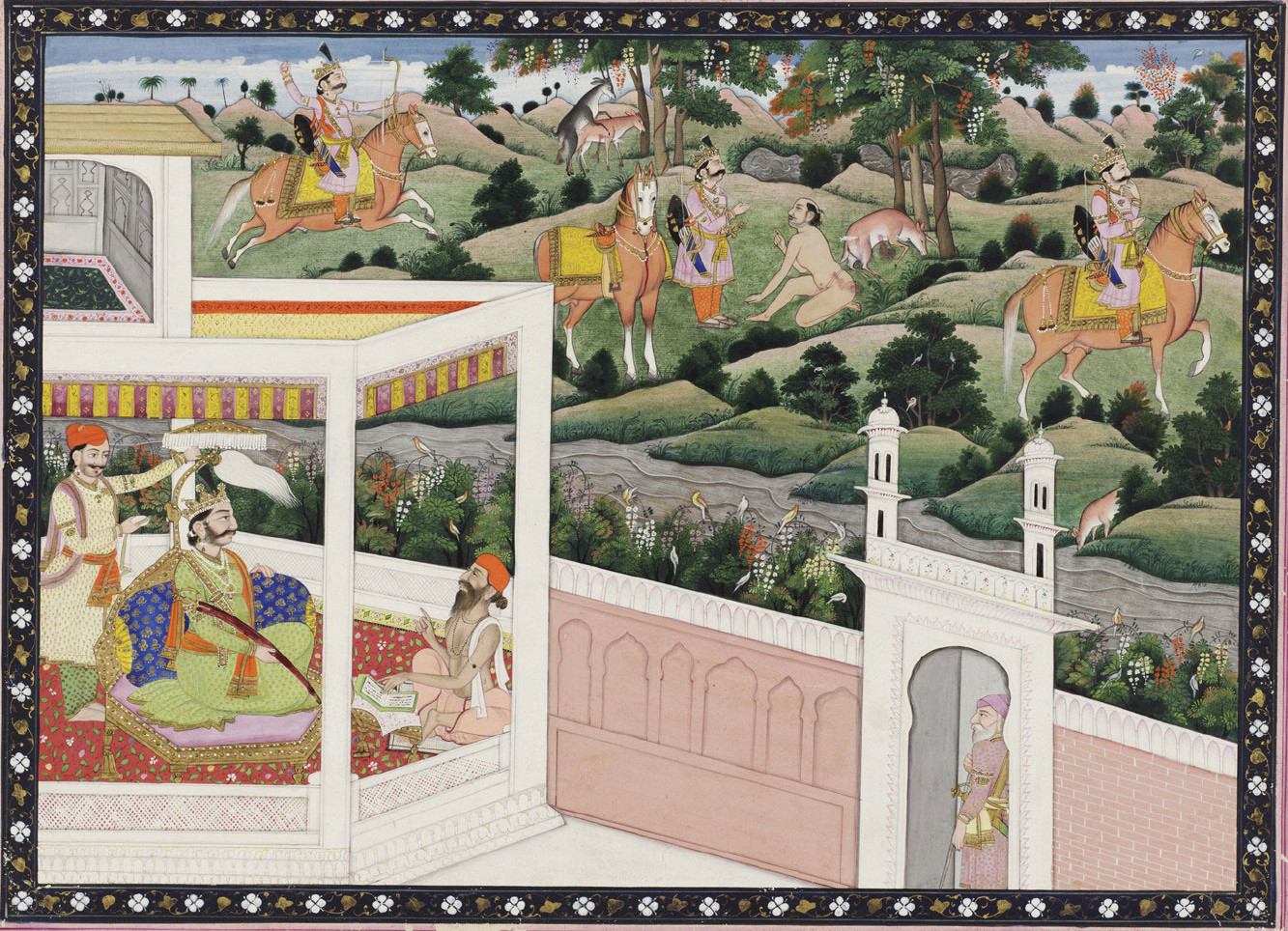
Pandú mata al sabio Kindama al confundirlo con un venado.

Siendo casi un niño, Pandú se convirtió en el sucesor del reino y fue coronado rey de Jastinápura.
Pandú más tarde conquistó los reinos Dasarnas, Kashi, Anga, Vanga, Kalinga y Magadha, y así estableció su superioridad sobre todos los reyes y se hizo coronar emperador.
Todavía muy joven, Pandú se casó con Madri ―hija del rey de Madra―, y con Kuntí ―hija del rey vrisni Kunti-Bhoya.
Pandú era un excelente arquero. En una ocasión en que estaba cazando en un bosque deshabitado, vio a una larga distancia a una pareja de venados copulando. Su visión estaba obstaculizada por las plantas y los árboles. Pandú les disparó varias flechas y los hirió mortalmente. Cuando se acercó a las presas, descubrió que había matado al rishi Kindama, que estaba teniendo sexo con una cierva. El sabio moribundo maldijo a Pandú: puesto que él lo había matado mientras copulaba, Pandú tendría que morir apenas tuviera una relación sexual.

El rey Pandú le ordena a su esposa Kuntí que tenga un hijo con los dioses. Ilustración del Majábharata (publicado por Geeta Press, en Gorakhpur).

Consternado y en un intento por expiar su pecado, Pandú renunció a su reino y vivió como un asceta con sus esposas en las montañas Shatasringa.
Sin hijos hasta ese momento, Majarash Pandú dejó su reino al mando de su hermano mayor, el ciego Dritarastra, quien fue coronado como rey de Jastinápur.
Cuando Pandú expresó a Kuntí su desesperación ante la perspectiva de morir sin descendencia, Kuntí le contó acerca de la bendición que le había otorgado el malvado Durvasá. Ella interpretó las escrituras sagradas, aduciendo que una mujer no le era infiel a su esposo si tenía intimidad con extraterrestres.
En un claro del bosque, Kuntí invocó al dios Dharma (con el que concibió a Iudistira). Un año después llamó al dios del viento Vaiu (con el que concibió a Bhimá), y un año después al dios Indra (con el que concibió a Aryuna).
Kuntí también compartió el mantra con Madrí, que hizo un trío con los dos gemelos médicos a los dioses, Ashwini Kumara, y engendró a Nakula y Sajadeva. De esta manera Pandú tuvo cinco hijos, que serían conocidos como los piadosos Pándavas.

## Muerte de Pandú

Pandú y sus dos esposas en las montañas Shata Sringa.

Después de 15 años de celibato, en una ocasión en que Kuntí y sus hijos se encontraban lejos, Pandú sintió una fuerte atracción hacia su esposa Madrí.
A pesar de las súplicas de su esposa, Pandú intentó tener relaciones sexuales con ella. Debido a la maldición del sabio, Pandú murió en el instante en que la penetró.
Madrí no pudo perdonarse el no haber evitado la excitación de su esposo. De acuerdo con las leyes tradicionales del hinduismo, ambas esposas tenían que suicidarse en la pira funeraria del esposo (el ritual sati), pero Madrí convenció a Kuntí para que postergara su suicidio hasta que terminara de criar a todos los pándavas (incluidos sus dos hijos, Nakula y Sajadeva).